# شبام الغراس (بني حشيش)

تعديل مصدري - تعديل

شبام الغراس هي إحدى قرى عزلة ذى مرمر بمديرية بني حشيش التابعة لمحافظة صنعاء، بلغ تعداد سكانها 1985 نسمة حسب تعداد اليمن لعام 2004.